# 베네수엘라 위기
베네수엘라 위기(스페인어: Crisis en Venezuela)는 베네수엘라에서 2012년 우고 차베스 행정부 시절부터 시작되어 현재 니콜라스 마두로 행정부까지 계속되고 있는 사회, 경제, 정치 모든 분야에서의 총체적 위기다. 베네수엘라 역사상 최악의 경제 위기이며, 아메리카 대륙에서 일어난 최악의 경제 위기들 중 하나다. 이 위기는 차베스와 마두로의 소위 "볼리바르 혁명"이라는 대중주의 정책이 부진해지고, 2015년 초 저유가로 인해 그것이 통제불가능할 정도로 악화되었기 때문에 발생했다.
2013년에서 2017년 사이 5년간 베네수엘라의 국가총생산 및 인당총생산 감소는 대공황 시대 미국보다 더 심각하며, 어쩌면 공산주의 몰락 이후 러시아, 쿠바, 알바니아가 겪었던 것보다 더 심할 수도 있다. 최근 소비자물가 연간상승률은 수백에서 수천 퍼센트포인트에 달하며, 경제규모는 연간 20%씩 줄어들고 있다. 식량 부족으로 인해 인구의 75%가 평균 8.7 킬로그램의 체중감소를 겪었고, 2018년 베네수엘라의 3개 대학교가 발표한 연구결과에 따르면 현재 베네수엘라 인구의 90%가 빈민이라고 한다.
베네수엘라 위기는 베네수엘라인들의 평균적인 생활에 다양한 영향을 미치고 있다. 정치적 부패, 생필품 부족, 기업 도산, 실업, 생산성과 경쟁성의 하락, 석유의존적 경제구조 등이 사태 해결을 더욱 어렵게 만들고 있다. 범죄도 기승을 부려서, 베네수엘라는 현재 세계에서 가장 폭력적인 국가 중 하나다. 2015년 기준 베네수엘라의 살인발생률은 인구 10만명 당 90명으로, 10만명당 5명인 미국의 18배에 달한다.